# Republika Střední Albánie
Republika Střední Albánie (albánsky Shqipëria e Pavarur) byl krátkodobý mezinárodně neuznaný stát spravovaný z města Drač (Durrës) na území současné Albánie. Republika existovala pouze v letech 1913–1914. Zanikla spolu s prozatímní vládou poté, co byl Wilhelm Wied zvolen knížetem Albánie.

## Historie
Republika Střední Albánie byla založena v Drači dne 16. října 1913 Esadem Pašou Toptanim a zanikla, když po svém příjezdu do Albánie dne 7. března 1914 převzal vládu nad zemí nový albánský kníže Wilhelm Wied. Existují i zdroje spojující konec republiky s datem 1. února 1914, kdy albánská delegace vedená Esadem Pašou Toptanim nabídla albánský trůn Wilhelmovi.

### Esad Paša Toptani

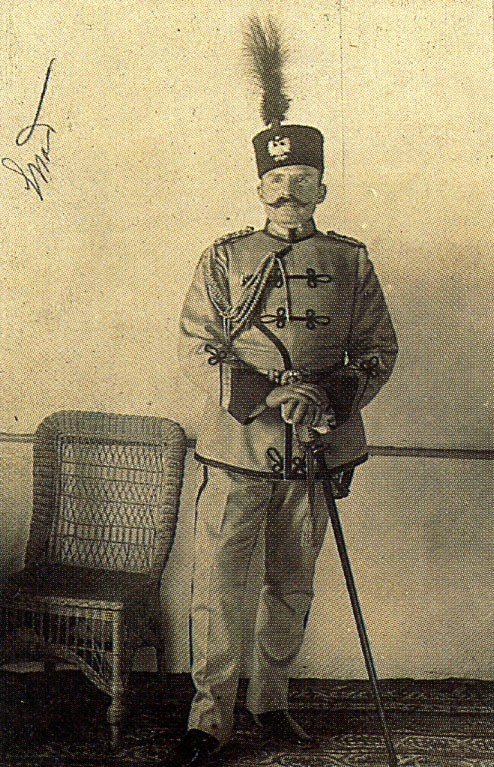
Esad Paša Toptani, březen 1914

Nejdůležitější roli při vzniku Republiky Střední Albánie měl Esad Paša Toptani, jenž se během první balkánské války proslavil obranou města Skadaru. Toptani byl členem jedné z mnoha rodin, které patřily mezi bohaté muslimské vlastníky půdy s privilegovaným postavením během osmanské nadvlády. Tito muslimští velkostatkáři se spolu s muslimskými kněžími obávali, že po podpisu Londýnské mírové smlouvy a konečném verdiktu velmocí o budoucím statutu albánského území přijdou o své výsady.

### Vztahy s prozatímní vládou Albánie
Zatímco Esad Paša Toptani založil Republiku Střední Albánie, ve Vloře již delší dobu existovala jiná vláda, a to prozatímní vláda Albánie vedená Ismailem Kemalim. Ta vyhlásila nezávislost 28. listopadu 1912 a získala mezinárodní podporu od Rakouska a Itálie.

### Podpora od Srbského království
Srbské království odsouhlasilo finanční podporu vládě Esada Paši a v případě potřeby bylo ochotno poskytnout i vojenskou pomoc. Výměnou za to Esad Paša souhlasil s odzbrojením jednotek kačaků, albánských protisrbských partyzánů působících v Kosovu a Makedonii, které vedl Isa Boletini a podporoval Ismail Kemali. Essad Paša souhlasil i s tím, že Srbsku pomůže obsadit část pobřežních oblastí severně od Černé Driny.

### Vztahy s Osmanskou říší

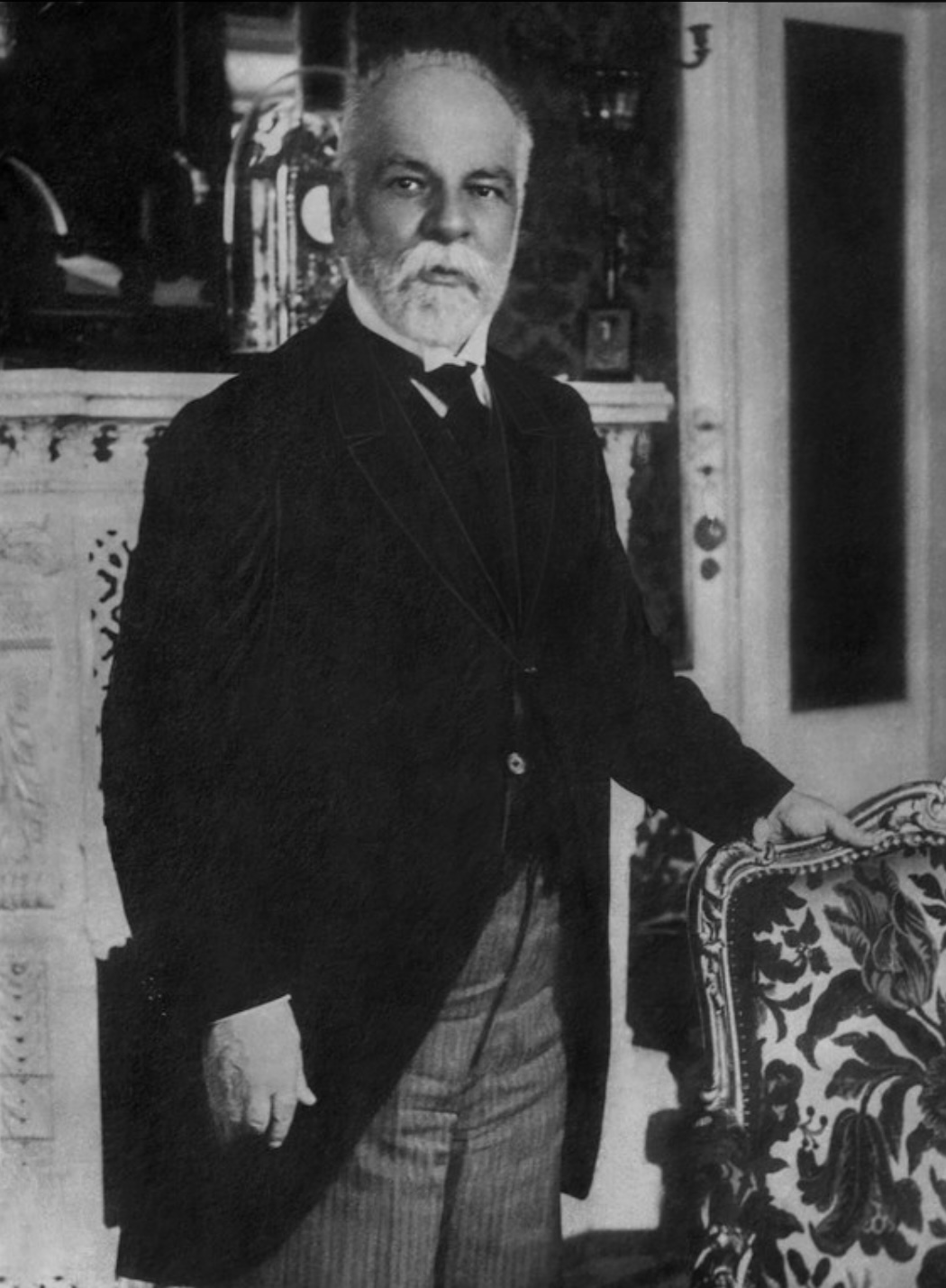
Ismail Kemali v roce 1913

Proosmanští muslimští vlastníci půdy a kněží podporovali vládu Esada Paši, který Osmanské říši zůstal loajální a udržoval úzké kontakty s vládou v Istanbulu. Mladoturci v Istanbulu stále doufali, že obnoví osmanskou vládu nad Albánií, a vyslali do Albánie své agenty. Pokus o puč mladoturků pod vedením Bekira Fikriho, měl za cíl obnovit osmanskou kontrolu nad albánským územím prostřednictvím dosazení osmansko-albánského důstojníka Ahmeta İzzeta Paši na albánský trůn. Tato akce (podporovaná i Ismailem Kemalem) ale byla odhalena Srby a ti o ní informovali Mezinárodní kontrolní komisi (International Control Commission, zkratka ICC), organizaci dočasně spravující Albánii podle instrukcí evropských mocností. Jednotky podřízené ICC zasáhly a překazily spiknutí. Ve dnech 7. a 8. ledna 1914 provedli operaci ve Vloře, objevili více než 200 osmanských vojáků a zatkli Fikriho. Během soudního procesu s Fikrim došlo k odhalení celého plánu a vojenský soud ICC pod vedením plukovníka Willema de Veera odsoudil obžalovaného Fikriho k smrti (později změněno na doživotí) a Kemaliho vláda podala rezignaci. Poté, co Kemali opustil zemi, vypukly po celé Albánii nepokoje.

### Následky
Po balkánských válkách a před tím, než kníže Wilhelm 7. března 1914 převzal kontrolu nad nově zřízeným Albánským knížectvím, byla Albánie rozdělena na tři části. Jedna část severně od řeky Mati byla pod kontrolou katolíků, kteří se zdráhali podřídit kterékoli ze dvou národních vlád, střed země byl součástí Republiky Střední Albánie a třetí část jižně od řeky Shkumbini byla pod kontrolou Nezávislé Albánie Ismaila Kemaliho.